# De Cock en de schaduw van de dood
De Cock en de schaduw van de dood is het zevenentachtigste deel van de Nederlandse detectiveserie De Cock. 

## Hoofdrolspelers
- Het recherchetrio Jurre de Cock, Dick Vledder en Appie Keizer, voor de derde keer aangevuld met stagiaire Lotty
- Corneel Buitendam, commissaris bureau Warmoesstraat
- Ilse Wansink, geboren in Borne die in Amsterdam verzeild is geraakt
- Hein Kooijman, hoteleigenaar van hotel De Nieuwe Heren aan de Herenstraat in Amsterdam. Hij woont los vast samen met Ankie Wijffels, die de zus is van een zwager van Smalle Lowietje. Hij is sinds 5 jaar weduwnaar en heeft een zoon Arjen, die meehelpt in het hotel en een dochter Maaike.

## Plot
Het is de laatste dag van stagiaire Lotty aan het bureau Warmoesstraat. Er zijn taarten en bloemen. Wachtcommandant Els Peeters komt hef feestje verstoren want er is een vrouw uit een hotelraam in de Herenstraat gevallen. Lotty staat erop mee te mogen en binnen een mum van tijd staat het verkeer aan de Keizersgracht muurvast. Terwijl het rechercheteam onderzoek doet, wordt Lotty neergestoken door een onbekend persoon en opgenomen op de intensive care van het OLVG.
De volgende dag staat Lotty op de voorpagina van de krant, en de dodelijk gevallen Ilse Wansink op pagina 5. Corneel Buitendam spreekt het NOS Journaal 15 minuten toe over geweld tegen hulpverleners, waarvan luttele seconden worden uitgezonden om 20.00 uur. De Cock krijgt doorgespeeld van de schouwarts dat Ilse geen alcohol of drugs had gebruikt bij haar val uit het raam.
Het rechercheteam pakt een junk op, Arie van Weggelen inzake de steekpartij maar moet hem laten gaan. De Cock duikt in het heden en met hulp van Lowietje in het verleden van de hoteleigenaar Hein Kooijman, die vervolgens dood wordt aangetroffen in zijn kantoortje. Het leek op een worsteling en dokter Zeldenrust geeft anatomische uitleg. Messteek net onder het hart, niet dodelijk, maar de daaropvolgende worsteling met val was het einde van Hein zijn leven. Tevergeefs arresteert De Cock Andy Briggs, buurman, collega en felle concurrent van Hein Kooijmans. Na een nachtje cel weet De Cock dat hij geen schuld heeft.
Een opmerking van Louis over appeltaart van nichtje Kees en het voorlopig laatste woord van Lotty  “Anne” brengen de grijze cellen van de Cock tot de oplossing. Er is een zoon Anne die nu Arjen heet en Hein stond op het punt zijn zaak stiekem te verkopen en Ankie in de steek te laten. Lotty is van de ic af en is aan haar herstel bezig. De Cock zet noodgedwongen in het ziekenhuis zijn traditionele val op. Arjen wordt gearresteerd met een kussen boven Lotty haar hoofd. Ankie bekent een gesprek te hebben gehad met Hein, die stiekem zijn hotel wilde verkopen en naar zijn Thaise liefje vertrekken. Er ontstond een worsteling met een messteek en een noodlottige val. Of Ankie schuldig is aan de dood van Hein zal de rechter moeten uitmaken. Jurre hoopt dat ze een goede advocaat krijgt. Het mes en de foto van de fatale Thaise werden bij haar thuis in de vuilnisbak aangetroffen. Mevrouw de Cock vindt dat stom maar Jurre riposteert dat moord nu eenmaal mensenwerk is.